# Katastrofa samolotu wojskowego na Krecie
Katastrofa samolotu Transall C-160D na Krecie – miała miejsce 9 lutego 1975 roku, 24 kilometry od lotniska w Chania na Krecie. W wyniku katastrofy śmierć poniosły wszystkie znajdujące się na pokładzie 42 osoby (37 pasażerów i 5 członków załogi).
Maszyna należąca do sił powietrznych RFN wiozła na swym pokładzie 37 żołnierzy Bundeswehry, mających objąć służbę w bazie NATO na terenie wyspy oraz 5 członków załogi. Wskutek złych warunków atmosferycznych samolot rozbił się o ośnieżony szczyt górski podczas podchodzenia do lądowania. Zginęli wszyscy znajdujący się na pokładzie.